# Livet er smukt
Livet er smukt (La vita è bella) er en italiensk film fra 1997, instrueret af Roberto Benigni, der også spiller hovedrollen. Filmen foregår op til og under 2. verdenskrig, og behandler nazisternes jødeudryddelse: Hovedpersonen Guido lever i sin egen, romantiske verden, og bruger dette til at overleve sammen med sin søn i en koncentrationslejr.

## Handling
Den unge jøde, Guido, lever i Italien. Han forelsker sig i en ung kvinde, spillet af Nicoletta Braschi, og de får en søn sammen. På drengens fødselsdag bliver Guido og sønnen taget af nazisterne og ført til en kz-lejr. Moderen vælger frivilligt at tage med. Guido bilder sin søn ind, at det hele er en leg, og at det gælder om at gemme sig for tyskerne. Guido bliver dræbt, men sønnen og moderen overlever, da amerikanerne invaderer Italien og befrier kz-lejren.